# آنا ماريا أرياس
آنا ماريا أرياس (بالإسبانية: Ana María Arias)‏ هي لاعب كرة مضرب تشيلية، ولدت في 24 يوليو 1946.

## وصلات خارجية
- آنا ماريا أرياس على موقع رابطة محترفات التنس (الإنجليزية)
- آنا ماريا أرياس على موقع الاتحاد الدولي لكرة المضرب (الإنجليزية)
- آنا ماريا أرياس على موقع كأس بيلي جين كينغ (الإنجليزية)
- آنا ماريا أرياس على موقع خلاصة التنس.كوم (الإنجليزية)